# Altwies
Altwies (lb. Altwis) – wieś (Uertschaft) w południowo-wschodnim Luksemburgu, w kantonie Remich, w gminie Mondorf-les-Bains. Do 3 października 2015 miejscowość leżała w dystrykcie Grevenmacher. Liczy 831 mieszkańców (31 grudnia 2022).